# Cuitlatekisch
Cuitlatekisch (Englisch Cuitlatec, Spanisch Cuitlateco) ist eine ausgestorbene indigene Sprache, die im mexikanischen Bundesstaat Guerrero gesprochen wurde. Nach derzeitigem Kenntnisstand handelt es sich um eine isolierte Sprache. Die Sprache ist Teil des mesoamerikanischen Sprachbunds.

## Name
Cuitlatekisch ist eine Fremdbezeichnung, die ursprünglich aus dem Nahuatl stammt. Der Name bedeutet 'Bewohner des Ortes des Kotes' oder 'Bewohner des Ortes des Goldes' (von kwitla- 'Kot' und -teka 'Bewohner von'). Die Eigenbezeichnung soll ujpuné'zlu sein, allerdings ist die Bedeutung dieses Wortes unbekannt.

## Verbreitung und Geschichte

Lage des mexikanischen Bundesstaats Guerrero

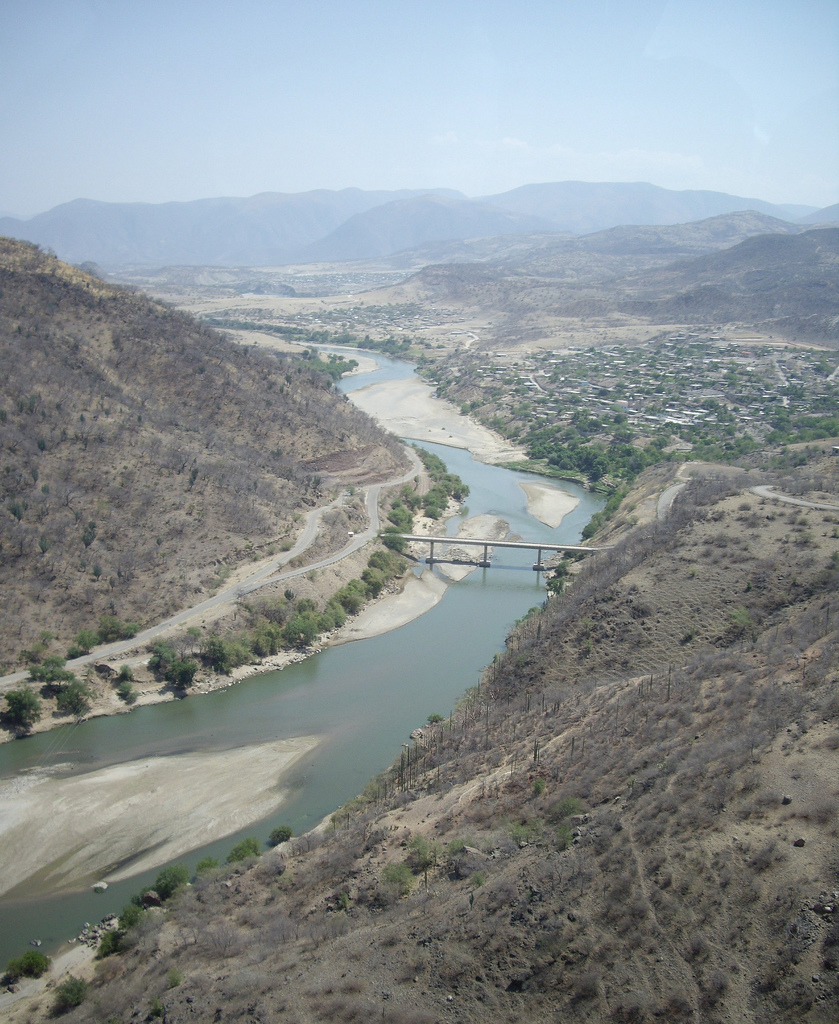
Río Balsas

In vorspanischer Zeit wurde Cuitlatekisch vom Tal des Río Balsas bis zur Pazifikküste in den heutigen Verwaltungsbezirken Ajuchitlan, Atoyac, Benito Juárez und Totolapan des Bundesstaats Guerrero gesprochen. In der Späten Postklassik (ca. 1200–1521 n. Chr.) war dieses Gebiet eine umkämpfte Grenzregion zwischen dem Aztekenreich und dem Taraskenreich, den beiden mächtigsten Reichen Mesoamerikas in dieser Epoche. Die Sprecher lebten in großen Städten von bis zu 150.000 Einwohnern. Nach der spanischen Eroberung in den 1520er Jahren gingen die Sprecherzahl und das Sprachgebiet stark zurück. Nach dem mexikanischen Zensus gab es 1930 noch etwa 80 Sprecher. Wissenschaftler, die etwa zehn Jahre später Feldforschungen durchführten, berichteten dagegen nur noch von etwa 20 Sprechern. Die Sprache sei zuletzt um 1900 aktiv verwendet worden, und die Sprecher seien im Alltag zu Spanisch übergegangen. Halbsprecher, die zumindest einige Wörter kannten, gab es noch mindestens bis 1979. Die letzten Sprecher lebten in dem Verwaltungsbezirk Totolapan, während die Sprache in den anderen Verwaltungsbezirken schon früher nicht mehr gesprochen wurde.

## Klassifikation
Als mögliche Verwandte des Cuitlatekischen sind die uto-aztekischen Sprachen, die Hoka-Sprachen, die Oto-Mangue-Sprachen, die Maya-Sprachen, die Xinka-Sprachen, die Chibcha-Sprache Paya sowie die isolierte Sprache Purépecha vorgeschlagen worden. Nach Joseph Greenberg gehört Cuitlatekisch zu der Chibcha-Paez-Gruppe der Amerindischen Sprachen. Jüngere Arbeiten halten jedoch keinen dieser Vorschläge für ausreichend belegt und klassifizieren Cuitlatekisch daher weiterhin als isolierte Sprache.

## Phonologie
Nach Valiñas Coalla, Cortina Borja und Mireles Padilla hat das Cuitlatekische 15 Konsonantenphoneme und 6 Vokalphoneme. Roberto Escalante hält zusätzlich den Labiovelar [kw] und den glottalen Frikativ [h] für eigenständige Phoneme, die nach Valiñas Coalla et al. aber nur Allophone von /k/ bzw. /ʔ/ sind.
|                            | Labial | Dental | Palatal | Velar | Labiovelar | Glottal |
| -------------------------- | ------ | ------ | ------- | ----- | ---------- | ------- |
| Stimmloser Verschlusslaut  | p      | t      | tʃ      | k     | (kw)       | ʔ       |
| Stimmhafter Verschlusslaut | b      | d      |         | g     |            |         |
| Frikativ                   |        | ɫ      | ʃ       |       |            | (h)     |
| Nasal                      | m      | n      |         |       |            |         |
| Lateral                    |        | l      |         |       |            |         |
| Halbvokal                  | w      |        | j       |       |            |         |

|             | Vorderzungenvokal | Zentralvokal | Hinterzungenvokal |
| ----------- | ----------------- | ------------ | ----------------- |
| geschlossen | i                 | ɨ            | u                 |
| mittel      | e                 |              | o                 |
| offen       |                   | a            |                   |

Cuitlatekisch ist eine Tonsprache. Der Akzent ist bedeutungsunterscheidend (phonemisch).

## Grammatik
Die Grammatik des Cuitlatekischen ist relativ wenig erforscht. Es ist eine agglutinierende Sprache, in der überwiegend Suffixe gebraucht werden. Verben werden in Bezug auf Tempus, Aspekt, Modus und Person und Numerus des Subjekts und, wenn vorhanden, des Objekts flektiert. Es gibt drei Tempora: Vergangenheit, Präsens und Futur. Die Tempora werden gemeinsam mit der Person und dem Numerus des Subjekts durch fusionale Suffixe ausgedrückt. Bei Verben, die mit einem Vokal beginnen, gibt es darüber hinaus Tempuspräfixe.
|     | Vergangenheit | Präsens   | Futur     |
| --- | ------------- | --------- | --------- |
| 1SG | -dimɨ         | -dí ~ -mɨ | -tí ~ -mɨ |
| 2SG | -tɨ           | -da ~ -já | -tá       |
| 3SG | -lɨ           | -Ø        | -Ø        |
| 1PL | -Ɂlú          | -Ɂlέ      | -Ɂlέ      |
| 2PL | -tingʷíni     | -tú       | -kʷíni    |
| 3PL | -líɁi         | -Ɂí ~ -jí | -Ɂí ~ -jí |

|     | Possessivsuffix |
| --- | --------------- |
| 1SG | -jí ~ -mɨ       |
| 2SG | -já             |
| 3SG | -ɬa             |
| 1PL | -Ɂɬu            |
| 2PL | -kʷíni          |
| 3PL | -Ɂí ~ -Ɂɬá      |

Possession wird mit Suffixen markiert, die an das Possessum angehängt werden. Als Zahlensystem scheint ein Vigesimalsystem vorzuliegen. Relationale Nomina, die typisch für den mesoamerikanischen Sprachbund sind, scheinen dagegen kaum verwendet zu werden. Die Grundwortstellung ist Subjekt-Verb-Objekt.